# Barnbal
Barnbal var en sedvänja i form av en bal (fest) för barn och ungdomar som hölls fram till dessas konfirmation bland forna tiders adel. Det betraktades som en form av förövning inför barnens deltagande i det officiella sällskapslivet som vuxna. 
Balerna gick i stora drag till ungefär som de vuxnas, med dans utförd av pojkar och flickor övervakade av äldre kvinnliga släktingar som satt och tittade på längs väggarna, och sedan åt "sittande soupe" där de serverades mat och dryck av betjänter. Skillnaden var att barnen serverades saft och godsaker i stället för alkohol och riktiga maträtter, att de också tilläts leka barnlekar, som till exempel tafatt, och att de sedan ofta kunde få med sig en strut med godis hem, som på ett vanligt barnkalas. 
Den stora skillnaden var att en barnbal, liksom allt umgänge mellan barn, hade en inofficiell status. Inte förrän efter konfirmationen räknades en person som vuxen och deltog officiellt i sällskapslivet, något ett barn inte ansågs göra. Barnbalernas syfte var därför att ge barnen tillfälle att öva sitt uppförande innan de debuterade i det "riktiga" sällskapslivet i societeten som vuxna. Framför allt var det ett sätt att öva barnen på att lära sig att umgås med personer av motsatt kön, något som annars inte riktigt var tillåtet, särskilt för flickor, som annars till stor del hölls isolerade från pojkar och vänskap över könsgränserna inte ansågs vara lämpligt.  
Barnbaler hölls både i enskilda adliga hushåll och vid hovet. Det var som regel anhöriga till adliga hovfunktionärer som valdes ut att delta vid barnbaler med de kungliga barnen, eftersom dessa antogs vara "hovfähig" och veta hur de skull uppföra sig. Sådana barn kunde väljas ut till lekkamrater med kungliga barn, något som då var eftertraktat inom adeln. Denna slags "informella" kontakter skapade kontakter med hovet, något som gav status och kunde leda till personliga vänskapsförbindelser som kunde främja karriären hos släktens medlemmar. För en adlig dotter, till exempel, kunde det informella uppdraget att bjudas in som lekkamrat eller leksyster till en prinsessa ses som en förövning till att bli hovdam. Under 1860-talet anordnades många barnbaler för prinsessan Lovisa av Sverige, som då sågs som huvudcentrum för överklassbarnens sällskapsliv. Kungliga barn kunde också bjudas in till barnbaler hos adliga hushåll, något som då också sågs som en statusmarkör. 
Barn kunde delta i barnbaler från tidig ålder ända fram till konfirmationen. Konfirmationen, som ofta ägde rum vid femton års ålder, gav officiellt en person vuxen status och efter detta kunde denna inte längre delta i en barnbal. Innan dess blandades däremot åldrar över flera generationer på dessa tillställningar, från barn i tioårsåldern till icke konfirmerade sjuttonåringar, något som ofta ledde till bråk. Prinsessan Lovisas sista barnbal hölls så sent som 1869, då hon var sjutton år. Efter konfirmationen presenterades eller "debuterade" sedan en person officiellt i det vuxna sällskapslivet. 
I Sverige var sedvänjan fortfarande vanlig vid sekelskiftet 1900.